# Галашова
Галашо́ва (рос. Галашова) — присілок у складі Тугулимського міського округу Свердловської області.
Населення — 41 особа (2010, 56 у 2002).
Національний склад станом на 2002 рік: росіяни — 98 %.